# 샵오픈
샵오픈은 대한민국의 브랜드 매장관리 위탁사업자인 매장중간관리 및 대리점모집 정보 플랫폼이다.

## 개요
대한민국의 모든 창업정보 제공을 목표로 하여 백화점 및 대형마트 아울렛 쇼핑몰 로드샵의 브랜드 의류 아웃도어 화장품 뷰티 잡화 귀금속 가전 IT 핸드폰 외식 식품분야에 이르기까지 모든분야의 매장중간관리 및 대리점 위탁사업자 모집 정보플랫폼이다.